# Nuestra Señora de la Amargura (Sanlúcar de Barrameda)
Nuestra Señora de la Amargura es una advocación mariana venerada en la basílica menor de Nuestra Señora de la Caridad Coronada, ubicada en el barrio alto de la ciudad gaditana de Sanlúcar de Barrameda. Su fiesta es celebrada por la Iglesia católica el día 8 de diciembre.
La imagen de Ntra. Sra. de la Amargura es la titular mariana de la Hermandad de Nuestro Padre Jesús Nazareno. Es de candelero para vestir, solo esculpidas en madera encarnada y policromada la cabeza, con especial detenimiento rostro o mascarilla y cuello, y las manos, pues el tronco y los brazos articulados apenas se detallan, y el resto es un candelero o bastidor troncocónico. De facciones bellas y afinadas, presenta cabeza tallada frontalmente, algo inclinada hacia abajo y a la izquierda, cabellera natural, ceño ligeramente fruncido, cejas bien definidas, nariz recta, boca entreabierta, dientes superiores tallados y pómulos ligeramente destacados por la policromía de tono rosado. Tiene cinco lágrimas, tres en la mejilla izquierda y dos en la derecha.
obra anónima de la escuela sevillana, ha sido sufrido importantes restauraciones a lo largo de los años. Cabe destacar las de Bernardo Vidal, en 1782, y las de por Antonio Eslava Rubio, en 1951, y Luis Ortega Bru, en 1979.
Imagen con gran arraigo en la ciudad, se le conoce popularmente como la Reina de la Madrugá.

## Estación de penitencia
Nuestra Señora de la Amargura hace Estación de Penitencia junto a Jesús Nazareno y san Juan Evangelista, formando el cortejo de la Hermandad del Nazareno, que sale a la calle en la madrugada del Viernes Santo. Inicia el recorrido partiendo de la basílica a partir de las 3 de la noche, llegando a la parroquia de Nuestra Señora de la O a las 4 de la madrugada, recogiéndose a las 9 de la mañana.

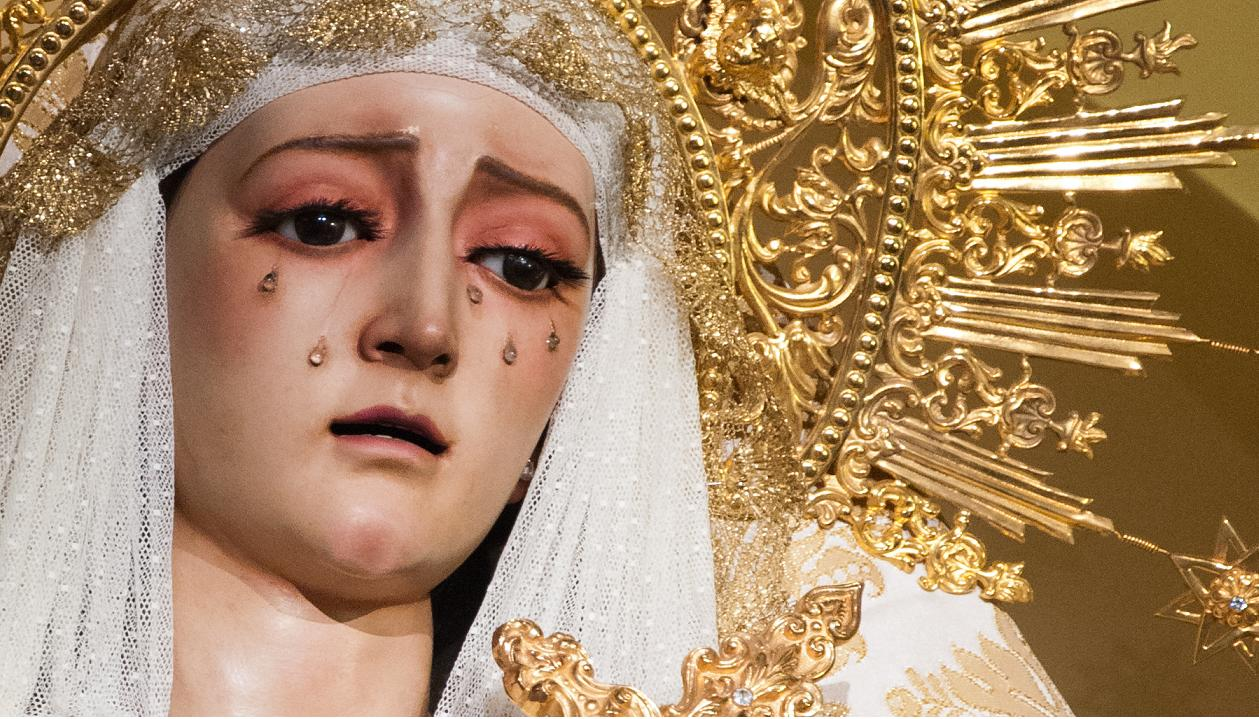